# 赵杏古墓群
赵杏古墓群，位于山西省运城市永济市北城区赵杏、晓朝、席村三村之间，是中华人民共和国山西省文物保护单位之一。
1996年1月12日，授予山西省文物保护单位，是一座古墓葬。